# Ade Sutrisna
Ade Sutrisna (* 9. März 1974; † 15. November 2016) war ein Badmintonspieler aus Indonesien.

## Karriere
Ade Sutrisna gewann 1994 die US Open im Herrendoppel mit Candra Wijaya. Im selben Jahr siegten beide auch in Kanada. Bei der Asienmeisterschaft 1995 gewannen sie Bronze, 1996 Gold. 1997 siegte Ade Sutrisna mit Ade Lukas bei den India Open. Er starb im Jahr 2016 nach langer Krankheit im Alter von 42 Jahren.

## Erfolge
| Saison | Veranstaltung          | Disziplin    | Platz | Name                         |
| ------ | ---------------------- | ------------ | ----- | ---------------------------- |
| 1994   | US Open                | Herrendoppel | 1     | Ade Sutrisna / Candra Wijaya |
| 1994   | Canada Open            | Herrendoppel | 1     | Ade Sutrisna / Candra Wijaya |
| 1994   | Polish International   | Herrendoppel | 1     | Ade Sutrisna / Candra Wijaya |
| 1995   | Asienmeisterschaft     | Herrendoppel | 3     | Candra Wijaya / Ade Sutrisna |
| 1996   | Swedish Open           | Herrendoppel | 1     | Candra Wijaya / Ade Sutrisna |
| 1996   | Asienmeisterschaft     | Herrendoppel | 1     | Ade Sutrisna / Candra Wijaya |
| 1996   | Swiss Open             | Herrendoppel | 3     | Ade Sutrisna / Candra Wijaya |
| 1997   | India Open             | Herrendoppel | 1     | Ade Sutrisna / Ade Lukas     |
| 1997   | Malaysia International | Herrendoppel | 1     | Ade Sutrisna / Ade Lukas     |